# Salix carmanica
Salix carmanica är en videväxtart som beskrevs av Joseph Friedrich Nicolaus Bornmüller. Salix carmanica ingår i släktet viden, och familjen videväxter. Inga underarter finns listade i Catalogue of Life.